# Langtaler Ferner
Der Langtaler Ferner ist ein Gletscher in den Ötztaler Alpen in Tirol mit einer Fläche von 2,6 km² (Stand 2006).
Der Langtaler Ferner ist ein typischer Talgletscher und fließt von der Hochwilde (3480 m ü. A.) am Alpenhauptkamm rund fünf Kilometer Richtung Norden ins Langtal.
Der Schwärzenkamm im Westen trennt ihn vom Gurgler Ferner, nordöstlich erstreckt sich der Seelenferner unterhalb des Hinteren Seelenkogels.
Wie die meisten Gletscher in den Alpen ist der Langtaler Ferner von der Gletscherschmelze betroffen. So war von 2009 auf 2010 ein Rückgang um 21,7 Meter, von 2010 auf 2011 um 3 Meter, und von 2011 auf 2012 um 7,3 Meter zu verzeichnen. Seit dem letzten Hochstand der Gletscher um 1850 hat sich der Ferner um rund 1,5 km zurückgezogen.
Vom 18. bis ins frühe 20. Jahrhundert stieß der Gurgler Ferner oft so weit vor, dass er das Langtal absperrte und den Abfluss des Langtaler Ferners zu einem See, dem Gurgler Eissee, aufstaute. Zeitweise reichte der See bis zur Zunge des Langtaler Ferners zurück, der in ihn kalbte.